# آيت واغزن (سيدي عبد الله البوشواري)
آيت واغزن هي إحدى مشيخات المملكة المغربية، تتبع جغرافيا لإقليم شتوكة آيت باها وإداريًا لسيدي عبد الله البوشواري. يقدر عدد سكانها بـ 1595 نسمة حسب الإحصاء الرسمي للسكان والسكنى لسنة 2004.